# Liste des œuvres d'art des Pyrénées-Orientales
Cet article vise à recenser les œuvres d'art dans l'espace public des Pyrénées-Orientales, en France.

## Liste
Les œuvres sont classées par ordre alphabétique de communes et, au sein de celles-ci, par ordre chronologique d'installation, dans la mesure des informations disponibles.

### Sculptures
| Œuvre                                                                      | Auteur | Commune                  | Localisation                                                | Notes | Installation | Coordonnées                      | Illustration |
| -------------------------------------------------------------------------- | --- | ------------------------ | ----------------------------------------------------------- | --- | ------------ | -------------------------------- | --- |
| La Vérité sortant du puits                                                 | Marc Fanny | Amélie-les-Bains-Palalda | À déterminer                                                | | À déterminer | 42° 28′ 17″ nord, 2° 40′ 06″ est | La Vérité sortant du puits |
| Monument à la République                                                   | Jean-Antoine Injalbert                                                                                                   | Arles-sur-Tech           | Hôtel de ville (jardin)                                     | | 1889         | 42° 27′ 20″ nord, 2° 38′ 07″ est | Monument à la République |
| La Catalane                                                                | Raymond Sudre | Baixas                   | À déterminer                                                | | À déterminer | à géolocaliser                   | La Catalane |
| La Jeune Fille allongée                                                    | Aristide Maillol | Banyuls-sur-Mer          | Avenue du Fontaulé                                          | | À déterminer | 42° 28′ 48″ nord, 3° 08′ 02″ est | La Jeune Fille allongée |
| Henri de Lacaze-Duthiers                                                   | Mariano Benlliure | Banyuls-sur-Mer          | À déterminer                                                | Représente Henri de Lacaze-Duthiers. | À déterminer | 42° 28′ 51″ nord, 3° 08′ 15″ est | Henri de Lacaze-Duthiers |
| Monument à la Sardane                                                      | Patricia Rowland | Banyuls-sur-Mer          | À déterminer                                                | | À déterminer | 42° 28′ 56″ nord, 3° 07′ 45″ est | Monument à la Sardane |
| L'Atlantique                                                               | Morice Lipsi | Le Barcarès              | Allée des Arts                                              | | 1961         | à géolocaliser                   | L'Atlantique |
| Baigneuse assise                                                           | Jean-Baptiste Larrivé | Le Barcarès              | Hôtel de ville                                              | | À déterminer | 42° 47′ 22″ nord, 3° 02′ 05″ est | Image manquante |
| Le Dieu Soleil                                                             | Alicia Moï | Le Barcarès              | Allée des Arts                                              | | 1969         | à géolocaliser                   | Image manquante |
| Don Quichotte                                                              | Michel Guino | Le Barcarès              | Allée des Arts                                              | | À déterminer | 42° 49′ 41″ nord, 3° 02′ 29″ est | Don Quichotte |
| Le Lieu-dit                                                                | Michael Grossert | Le Barcarès              | Allée des Arts                                              | | À déterminer | à géolocaliser                   | Image manquante |
| Le Lutin                                                                   | Victor Roman | Le Barcarès              | Allée des Arts                                              | | 1971         | à géolocaliser                   | Le Lutin |
| Pénétrable Bleu                                                            | Gina Pane | Le Barcarès              | Allée des Arts                                              | | À déterminer | à géolocaliser                   | Pénétrable Bleu |
| Les Polymorphes                                                            | Jean-Marie Simonnet, Marthe Simonnet                                                                                     | Le Barcarès              | Allée des Arts                                              | | 1970         | 42° 49′ 46″ nord, 3° 02′ 29″ est | Image manquante |
| Sans titre                                                                 | Patrick Chappert-Gaujal                                                                                                  | Le Barcarès              | Allée des Arts                                              | | 2007         | à géolocaliser                   | Image manquante |
| Six prises électriques                                                     | Peter Klasen | Le Barcarès              | Allée des Arts                                              | | 1971         | à géolocaliser                   | Six prises électriques |
| Les Soleillonautes                                                         | Henri Comby, Patricia Diska, Moon Shin (en), Pierre-Guy Moreels, Điềm Phùng Thị, Michel Rossigneux, Ung No Lee, Yokoyama | Le Barcarès              | Allée des Arts                                              | | 1970         | 42° 49′ 42″ nord, 3° 02′ 29″ est | Image manquante |
| Le Vent                                                                    | Albert Féraud | Le Barcarès              | Allée des Arts                                              | | À déterminer | 42° 49′ 58″ nord, 3° 02′ 31″ est | Le Vent |
| Voiles jumelles                                                            | David Vanorbeek | Le Barcarès              | Allée des Arts                                              | | 2010         | à géolocaliser                   | Image manquante |
| Buste d'Emmanuel Brousse,                                                  | À déterminer | La Cabanasse             | À déterminer                                                | Représente Emmanuel Brousse. | 1930         | 42° 30′ 27″ nord, 2° 06′ 56″ est | Image manquante |
| America's Cut                                                              | Sylvain Grout et Yann Mazéas                                                                                             | Canet-en-Roussillon      | Lycée Rosa-Luxembourg                                       | | 2007         | 42° 42′ 14″ nord, 3° 01′ 17″ est | America's Cut |
| L'Atlantide                                                                | Manuel Clemente Ochoa | Canet-en-Roussillon      | Place Méditerranée                                          | | 2006         | à géolocaliser                   | L'Atlantide |
| L'Aurore                                                                   | Manuel Clemente Ochoa | Canet-en-Roussillon      | Place Méditerranée                                          | | 2006         | à géolocaliser                   | L'Aurore |
| Buste du conventionnel Joseph Cassanyes                                    | Manolo Valiente | Canet-en-Roussillon      | Avenue de Sainte-Marie                                      | Représente Joseph Cassanyes. | 1959         | 42° 42′ 20″ nord, 3° 00′ 31″ est | Buste du conventionnel Joseph Cassanyes |
| La Catalane à la fontaine                                                  | François Vanczak | Canet-en-Roussillon      | Place Saint-Jacques                                         | | À déterminer | 42° 42′ 20″ nord, 3° 00′ 31″ est | La Catalane à la fontaine |
| Chicanes                                                                   | Serge Homs | Canet-en-Roussillon      | Port                                                        | | À déterminer | 42° 42′ 10″ nord, 3° 02′ 01″ est | Image manquante |
| Éole                                                                       | Gérard Roussel | Canet-en-Roussillon      | Rond-point de la Gendarmerie                                | | 2003         | 42° 41′ 50″ nord, 3° 01′ 47″ est | Image manquante |
| L'Espace, le Temps et la Conscience                                        | Jean-Pierre Dall'anese                                                                                                   | Canet-en-Roussillon      | Rond-point Jean-Moulin                                      | | 1991         | 42° 42′ 08″ nord, 3° 01′ 40″ est | Image manquante |
| La Femme enceinte                                                          | Bernard Ferrière | Canet-en-Roussillon      | Rond-point du Lido                                          | | 2003         | 42° 40′ 36″ nord, 3° 01′ 52″ est | Image manquante |
| La Fille de la mer et du soleil                                            | François Vanczak | Canet-en-Roussillon      | Rambla de la Méditerranée                                   | | À déterminer | 42° 41′ 38″ nord, 3° 02′ 05″ est | La Fille de la mer et du soleil |
| Fontaine cosmique                                                          | Serge Homs | Canet-en-Roussillon      | Port                                                        | | À déterminer | 42° 42′ 07″ nord, 3° 02′ 01″ est | Image manquante |
| Germe                                                                      | Joseph Visy | Canet-en-Roussillon      | Place Charles-Trénet                                        | | 1991         | à géolocaliser                   | Image manquante |
| Giorgio                                                                    | Nicole Pietri | Canet-en-Roussillon      | Rond-point du 8-Mai                                         | | 1991         | 42° 41′ 54″ nord, 3° 01′ 39″ est | Image manquante |
| Ligne de force                                                             | Évelyne Iehle | Canet-en-Roussillon      | À déterminer                                                | | 1992         | 42° 41′ 50″ nord, 3° 01′ 45″ est | Image manquante |
| La Méditerranée                                                            | Félix Hernandis | Canet-en-Roussillon      | Port                                                        | | 1990         | 42° 42′ 06″ nord, 3° 02′ 12″ est | La Méditerranée |
| Le Monde déchiré                                                           | Francesco Cremoni | Canet-en-Roussillon      | Rond-point de l'Esparrou                                    | | 1991         | 42° 41′ 54″ nord, 3° 01′ 25″ est | Image manquante |
| Buste de François Moudat                                                   | François Vanczak | Canet-en-Roussillon      | Foyer François Moudat                                       | | 1977         | 42° 41′ 48″ nord, 3° 01′ 43″ est | Buste de François Moudat |
| L'Oiseau du large                                                          | Pierre Moreels | Canet-en-Roussillon      | Angle des avenues du Roussillon et de la Méditerranée       | | 2009         | 42° 41′ 52″ nord, 3° 01′ 45″ est | Image manquante |
| La Paix                                                                    | Marta Solsona | Canet-en-Roussillon      | Place Saint-Jacques                                         | | À déterminer | 42° 42′ 21″ nord, 3° 00′ 30″ est | Image manquante |
| La Rose des vents                                                          | Pascale Voirin | Canet-en-Roussillon      | À déterminer                                                | | 1991         | 42° 42′ 09″ nord, 3° 00′ 48″ est | Image manquante |
| Signal du port                                                             | Serge Homs | Canet-en-Roussillon      | Port                                                        | | À déterminer | 42° 42′ 09″ nord, 3° 02′ 18″ est | Image manquante |
| Sirena                                                                     | Rosa Serra | Canet-en-Roussillon      | Promenade de la Côte-Vermeille                              | | 2000         | 42° 41′ 16″ nord, 3° 02′ 07″ est | Image manquante |
| Solent                                                                     | Michel Argouges | Canet-en-Roussillon      | Place de la Côte-Radieuse                                   | | 1992         | à géolocaliser                   | Image manquante |
| La Symphonie des trois violons                                             | Casimir Ferrer | Canet-en-Roussillon      | Place Saint-Jacques                                         | | À déterminer | 42° 42′ 20″ nord, 3° 00′ 30″ est | La Symphonie des trois violons |
| Teseo                                                                      | Rosa Serra | Canet-en-Roussillon      | Théâtre Jean-Piat                                           | | 2000         | 42° 42′ 16″ nord, 3° 00′ 30″ est | Image manquante |
| Trinité                                                                    | Guy Moreau | Canet-en-Roussillon      | Avenue Joseph-Sauwy                                         | | 2006         | à géolocaliser                   | Image manquante |
| Triunfo                                                                    | Manuel Clemente Ochoa | Canet-en-Roussillon      | Rond-point Rambla de la Méditerranée                        | | 2000         | 42° 42′ 19″ nord, 3° 00′ 27″ est | Triunfo |
| La Vague                                                                   | Yoshin Ogata | Canet-en-Roussillon      | Rond-point du 8-Mai                                         | | 1992         | 42° 41′ 53″ nord, 3° 01′ 41″ est | La Vague |
| La Catalane                                                                | Manolo Hugué | Céret                    | Hôtel de ville                                              | | 1923         | 42° 29′ 09″ nord, 2° 44′ 56″ est | La Catalane |
| Monument aux créateur du canal d'arrosage                                  | Gustave Violet | Céret                    | À déterminer                                                | | 1937         | 42° 29′ 19″ nord, 2° 44′ 50″ est | Monument aux créateurs du canal d'arrosage |
| Buste de Pierre Rameil                                                     | Raoul Lamourdedieu | Céret                    | À déterminer                                                | | 1937         | à géolocaliser                   | Pierre Rameil |
| Sans titre                                                                 | Antoni Tàpies | Céret                    | Musée d'art moderne de Céret                                | | 1990         | 42° 29′ 09″ nord, 2° 44′ 54″ est | Sans titre |
| Magali de Séverac                                                          | Manolo Hugué | Céret                    | À déterminer                                                | | À déterminer | à géolocaliser                   | Magali de Séverac |
| Monument aux toréadors du monde                                            | Camil Fàbregas i Dalmau (ca)                                                                                             | Céret                    | À déterminer                                                | Copie d'une œuvre de Manolo Hugué | À déterminer | 42° 29′ 20″ nord, 2° 45′ 09″ est | Monument aux toréadors du monde |
| Buste de François Berge                                                    | Jean Turcan | Collioure                | Place du Général-Leclerc                                    | Représente François Berge. | 1889         | 42° 31′ 35″ nord, 3° 04′ 55″ est | Buste de François Berge |
| Monument à Jean-François Caloni                                            | Raymond Sudre | Collioure                | Château royal (contre le mur)                               | | 1938         | à géolocaliser                   | Monument à Jean-François Caloni |
| Hommage à Antonio Machado                                                  | À déterminer | Collioure                | À déterminer                                                | | À déterminer | 42° 31′ 27″ nord, 3° 05′ 07″ est | Image manquante |
| Point 2 vue érotique autour du clocher de Collioure                        | Marc-André 2 Figueres | Collioure                | À déterminer                                                | | 1995         | à géolocaliser                   | Point 2 vue érotique autour du clocher de Collioure |
| Monument à André Riera                                                     | Gabriel Faraill | Collioure                | Hôtel de ville (façade)                                     | | 1889         | à géolocaliser                   | Image manquante |
| Soleils portés                                                             | Francesca Caruana | Collioure                | Promenade entre la faubourg et le centre ville de Collioure | | 2008         | 42° 31′ 31″ nord, 3° 05′ 07″ est | Image manquante |
| Monument à Charles Bolte                                                   | Peter Weiss | Elne                     | Rue Nationale                                               | Buste original de Gustave Violet fondu en 1942 | 1980         | 42° 35′ 58″ nord, 2° 58′ 22″ est | Image manquante |
| Étienne Terrus                                                             | Aristide Maillol | Elne                     | À déterminer                                                | | 1923         | 42° 35′ 57″ nord, 2° 58′ 22″ est | Étienne Terrus |
| Statue de François Arago,                                                  | Marcel Homs | Estagel                  | Place Arago                                                 | Représente François Arago. L'originale réalisée en 1865 par Alexandre Oliva est fondue en 1942, dans le cadre de la mobilisation des métaux non ferreux.                   | 1957         | 42° 46′ 20″ nord, 2° 41′ 58″ est | Statue de François Arago |
| Femme aux champs                                                           | Jean-Victor Badin | Ille-sur-Têt             | Rue de la Tramontane                                        | | 1908         | 42° 40′ 11″ nord, 2° 36′ 53″ est | Image manquante |
| Chambre des certitudes                                                     | Wolfgang Laib | Marcevol                 | Ermitage du Roc del Maure                                   | | 2004         | 42° 39′ 51″ nord, 2° 30′ 01″ est | Chambre des certitudes |
| Buste de Jean Jaurès                                                       | François Vanczak | Millas                   | Avenue Jean-Jaurès                                          | Buste original de Gabriel Pech inauguré en 1914, détruit pendant la Seconde Guerre mondiale                                                                                | 1980         | 42° 41′ 30″ nord, 2° 41′ 54″ est | Buste de Jean Jaurès |
| Toréador                                                                   | Hernandis Félix | Millas                   | À déterminer                                                | | À déterminer | 42° 41′ 24″ nord, 2° 42′ 19″ est | Image manquante |
| Statue de François Arago,                                                  | Antonin Mercié | Perpignan                | Sur la place Arago                                          | Représente François Arago. | 1879         | 42° 41′ 55″ nord, 2° 53′ 33″ est | Statue de François Arago |
| La Baigneuse drapée                                                        | Aristide Maillol | Perpignan                | Allées Aristide-Maillol                                     | | À déterminer | 42° 42′ 08″ nord, 2° 53′ 44″ est | Image manquante |
| Monument à Louis et Albert Bausil                                          | L. Ollivier | Perpignan                | Rue Pierre-Cartelet                                         | | 1949         | à géolocaliser                   | Image manquante |
| Buste de Jean Bourrat                                                      | Raymond Sudre | Perpignan                | Square Jean-Bourrat                                         | | 1939         | 42° 41′ 55″ nord, 2° 54′ 20″ est | Buste de Jean Bourrat |
| La Caritat                                                                 | Raymond Sudre | Perpignan                | Hôpital de Perpignan                                        | | 1910         | 42° 43′ 27″ nord, 2° 53′ 20″ est | La Caritat |
| Enfant aux cymbales                                                        | Célestin Manalt | Perpignan                | Jardin d'enfants                                            | | 1912         | à géolocaliser                   | Image manquante |
| Entonnoir de schiste                                                       | Marc-André 2 Figueres | Perpignan                | Muséum d'histoire naturelle                                 | | 2011         | 42° 41′ 51″ nord, 2° 53′ 59″ est | Entonnoir de schiste |
| L'Été sans bras                                                            | Aristide Maillol | Perpignan                | Allées Aristide-Maillol                                     | | À déterminer | 42° 41′ 56″ nord, 2° 55′ 25″ est | L'Été sans bras |
| Harmonies                                                                  | Raphaël Charles Peyre | Perpignan                | Square Bir-Hakeim                                           | | 1903         | 42° 42′ 07″ nord, 2° 54′ 07″ est | Harmonies |
| Homme assis                                                                | Marcel Marie Auguste Chauvenet                                                                                           | Perpignan                | Square Bir-Hakeim                                           | | 1938         | 42° 42′ 07″ nord, 2° 53′ 59″ est | Homme assis |
| Buste de Jean Jaurès                                                       | Gustave Violet | Perpignan                | Place de Catalogne                                          | | 1921         | 42° 41′ 52″ nord, 2° 53′ 16″ est | Image manquante |
| L'Àvia ou La Tradition Catalane                                            | Gustave Violet | Perpignan                | Hôtel de ville                                              | | 1910         | 42° 41′ 58″ nord, 2° 53′ 41″ est | La Tradition Catalane |
| Buste de François Joffre                                                   | Pascal Boureille | Perpignan                | À déterminer                                                | | À déterminer | 42° 42′ 00″ nord, 2° 53′ 21″ est | Buste de François Joffre |
| Le Méprisé                                                                 | Célestin Manalt | Perpignan                | Square Bir-Hakeim                                           | | 1904         | 42° 42′ 06″ nord, 2° 54′ 02″ est | Le Méprisé |
| Montanyes regalades                                                        | Raymond Sudre | Perpignan                | Square Bir-Hakeim                                           | | 1910         | 42° 42′ 06″ nord, 2° 54′ 05″ est | Montanyes regalades |
| La Musique                                                                 | Raymond Sudre | Perpignan                | Square Bir-Hakeim                                           | | 1900         | à géolocaliser                   | La Musique« statue de la musique », notice no IM66002025, sur la plateforme ouverte du patrimoine, base Palissy, ministère français de la Culture                               |
| Le Printemps et Bacchus                                                    | Jean-Baptiste Belloc | Perpignan                | Square Bir-Hakeim                                           | | 1905         | 42° 42′ 07″ nord, 2° 54′ 04″ est | Le Printemps et Bacchus |
| Statue de Hyacinthe Rigaud,                                                | Roger Maureso | Perpignan                | Sur la place Rigaud                                         | Représente Hyacinthe Rigaud. L'originale réalisée en 1890 par Gabriel Faraill est fondue sous le régime de Vichy, dans le cadre de la mobilisation des métaux non ferreux. | 1959         | 42° 41′ 53″ nord, 2° 53′ 50″ est | Image manquante |
| Les Temps futurs                                                           | Jean-Baptiste Belloc | Perpignan                | Square des Platanes                                         | | 1897         | à géolocaliser                   | Image manquante |
| Vendangeur au repos                                                        | Raymonde Maldès | Perpignan                | Square Bir-Hakeim                                           | | À déterminer | 42° 42′ 07″ nord, 2° 54′ 06″ est | Vendangeur au repos |
| Vénus au collier                                                           | Aristide Maillol | Perpignan                | Place de la Loge                                            | | À déterminer | 42° 42′ 00″ nord, 2° 53′ 42″ est | Vénus au collier |
| Vieille femme portant un fardeau                                           | Célestin Manalt | Perpignan                | Square Bir-Hakeim                                           | | 1913         | 42° 42′ 06″ nord, 2° 54′ 06″ est | Vieille femme portant un fardeau |
| Buste de Pablo Casals                                                      | À déterminer | Prades                   | À déterminer                                                | Représente Pablo Casals. | À déterminer | à géolocaliser                   | Buste de Pablo Casals |
| Buste de Joachim Estrade                                                   | Paul Ducuing | Puyvalador               | Barrage de Puyvalador                                       | | 1938         | à géolocaliser                   | Image manquante |
| Statue équestre du maréchal Joffre                                         | Auguste Maillard | Rivesaltes               | Place Maréchal-Joffre                                       | | 1931         | 42° 45′ 53″ nord, 2° 53′ 55″ est | Image manquante |
| Monument à la République                                                   | À déterminer | Rivesaltes               | Place de la République                                      | | À déterminer | 42° 46′ 09″ nord, 2° 52′ 25″ est | Image manquante |
| Solart 2                                                                   | Marc-André 2 Figueres | Rivesaltes               | Sortie de l'autoroute "La Catalane", rond-point de la D83   | Cadran solaire monumental | 2014         | 42° 46′ 49″ nord, 2° 53′ 58″ est | Solart 2 |
| Monument à Alexandre-Joseph Oliva                                          | Jean-Baptiste Belloc | Saillagouse              | Place Oliva                                                 | | 1902         | à géolocaliser                   | Monument à Alexandre-Joseph Oliva« monument de Oliva Alexandre », notice no IM66002059, sur la plateforme ouverte du patrimoine, base Palissy, ministère français de la Culture |
| La porte de fer, monument à Jules Lax (1842-1925), créateur du Train jaune | Gustave Violet | Saillagouse              | Col Rigat                                                   | | À déterminer | 42° 28′ 07″ nord, 2° 02′ 36″ est | La porte de fer, monument à Jules Lax (1842-1925) |
| La Baigneuse drapée                                                        | Aristide Maillol | Saint-Cyprien            | Place Maillol                                               | | 1921         | 42° 37′ 45″ nord, 3° 02′ 07″ est | La Baigneuse drapée |
| Sans titre                                                                 | Toni Grand | Salses-le-Château        | Forteresse de Salses                                        | | 1983         | 42° 50′ 23″ nord, 2° 55′ 03″ est | Sans titre |
| Sans titre                                                                 | Toni Grand | Salses-le-Château        | Forteresse de Salses                                        | | 1981         | 42° 50′ 23″ nord, 2° 55′ 04″ est | Sans titre |
| Monument à Gisclard d'Uzès                                                 | Marius Rixens | Sauto                    | À déterminer                                                | | 1911         | à géolocaliser                   | Image manquante |
| Projet Himalaya                                                            | Marc-André 2 Figueres | Sorède                   | Place Padre-Himalaya                                        | Cadran solaire monumental | 2013         | à géolocaliser                   | Projet Himalaya« Inauguration de la Place Padre Himalaya... et de son cadran solaire », Mairie de Sorède                                                                        |
| Homme de Tautavel                                                          | À déterminer | Tautavel                 | Devant le musée                                             | | À déterminer | 42° 48′ 54″ nord, 2° 44′ 59″ est | Image manquante |
| La Cobla                                                                   | Rosa Serra (es) | Thuir                    | À déterminer                                                | | À déterminer | à géolocaliser                   | La Cobla |
| Monument à la République                                                   | À déterminer | Toulouges                | Place de la République                                      | | 1896         | 42° 40′ 17″ nord, 2° 49′ 49″ est | Monument à la République |
| Monument de l'entente cordiale franco-anglaise                             | Gustave Violet | Vernet-les-Bains         | Place de l'Entente-Cordiale                                 | | 1914         | 42° 32′ 56″ nord, 2° 23′ 25″ est | Image manquante |
| Monument à la République                                                   | Angelo Francia | Vernet-les-Bains         | Place de la République                                      | | À déterminer | 42° 32′ 51″ nord, 2° 23′ 22″ est | Image manquante |

### Monuments aux morts
| Œuvre                               | Auteur                      | Commune                  | Localisation                                                 | Notes            | Installation | Coordonnées                      | Illustration       |
| ----------------------------------- | --------------------------- | ------------------------ | ------------------------------------------------------------ | ---------------- | ------------ | -------------------------------- | ------------------ |
| Monument aux morts                  | Raymond Sudre               | Baixas                   | À déterminer                                                 |                  | À déterminer | à géolocaliser                   | Monument aux morts |
| La Douleur                          | Aristide Maillol            | Céret                    | Sur la place de la Liberté                                   | Classé MH (1994) | 1922         | 42° 29′ 00″ nord, 2° 44′ 52″ est | La Douleur         |
| Monument aux morts                  | Raymond Sudre               | Millas                   | À déterminer                                                 |                  | À déterminer | 42° 41′ 31″ nord, 2° 41′ 53″ est | Monument aux morts |
| Monument aux morts                  | Raymond Sudre               | Pia                      | À déterminer                                                 |                  | À déterminer | à géolocaliser                   | Monument aux morts |
| Monument aux morts                  | Gustave Violet              | Prades                   | À déterminer                                                 |                  | À déterminer | à géolocaliser                   | Monument aux morts |
| Monument aux morts                  | Raymond Sudre               | Saint-Paul-de-Fenouillet | Place de la République                                       |                  | À déterminer | 42° 48′ 41″ nord, 2° 30′ 13″ est | Monument aux morts |
| Poilu au repos (monument aux morts) | Copie d'après Étienne Camus | Villeneuve-de-la-Raho    | Intersection de la rue du souvenir et de la rue Joseph Sauvy |                  | À déterminer | à géolocaliser                   | Image manquante    |

### Fontaines
| Œuvre | Auteur | Commune | Localisation | Notes | Installation | Coordonnées | Illustration |
| ----- | ------ | ------- | ------------ | ----- | ------------ | ----------- | ------------ |

### Œuvres disparues ou retirées
| Œuvre                               | Auteur                   | Commune    | Localisation                                                                          | Notes | Installation | Coordonnées    | Illustration    |
| ----------------------------------- | ------------------------ | ---------- | ------------------------------------------------------------------------------------- | --- | ------------ | -------------- | --------------- |
| Temps futurs,                       | Jean-Baptiste Belloc     | Perpignan  | Sur un rond-point dans le square des platanes, renommé square Bir-Hakeim par la suite | Fondue sous le régime de Vichy, dans le cadre de la mobilisation des métaux non ferreux. | 1897         | à géolocaliser | Image manquante |
| Buste de Lazare Escarguel,          | Jean-Baptiste Belloc     | Perpignan  | Sur la place de Catalogne                                                             | Représentait Lazare Escarguel. Érigé en 1898 devant une vasque sur la RN 9 au rond-point de l'entrée de la pépinière. Fondu sous le régime de Vichy, dans le cadre de la mobilisation des métaux non ferreux. | À déterminer | à géolocaliser | Image manquante |
| Buste d'Albert Saisset              | Han Coll                 | Perpignan  | Sur la place de la République                                                         | Représentait Albert Saisset. Fondu sous le régime de Vichy, dans le cadre de la mobilisation des métaux non ferreux.                                                                                          | 1924         | à géolocaliser | Image manquante |
| Minerve après le jugement de Pâris, | Jacques-Édouard Gatteaux | Rivesaltes | Sur la place de la République                                                         | Érigée place Maréchal-Joffre en 1900. Fondue sous le régime de Vichy, dans le cadre de la mobilisation des métaux non ferreux.                                                                                | 1930         | à géolocaliser | Image manquante |